# 烏坵嶼燈塔
烏坵嶼燈塔（莆仙語：O-ku Deng-tah）是一座位處金門縣烏坵鄉的燈塔，始建於五口通商時期。烏坵位處通商港口廈門、福州之中繼，同時也位於人口眾多、漁業發達的湄洲灣口與興化灣口。

## 歷史

### 清朝時期
- 1874年（清同治13年），由英籍赫德主導，營造司正工程師韓得善（David M.Henderson）設計，副工程師哈爾定（John Ropinald）監造在海拔一百公尺處，大坵山頂建此燈塔。[1]

### 中華民國時期
- 1913年（民國2年）及1930年（民國19年），先後兩次整修。
- 1943年～1945年（民國32年～民國34年），日本佔領烏坵島，並住於塔內，美軍戰機攻擊日軍船隻及燈塔，燈塔因此受損，塔頂被轟擊，造成燈具損毀及塔身降低。
- 1945年（民國34年），由英人協助修復，因二次大戰遭美軍轟炸受損的燈塔。
- 1948年（民國37年），原裝一等石油燈因戰亂時損壞，同年換用五等電燈。
- 1949年（民國38年），國共內戰期間受砲擊毀損，當地駐軍修復。
- 1951年（民國40年），礙於軍事考量，停止發光。
- 1959年起，高金振担任守燈人，擔負燈塔外觀保養、上漆任務，至2001年退休。[2]
- 2000年（民國89年），11月「烏坵燈塔」編制正式解編，燈器運繳海關。
- 2001年（民國90年），1月15日最後一任的燈塔主任高金振奉令退休後，海關未再派員接管，烏坵嶼燈塔終止運作。同年1月19日，海關同意將主燈室、辦公室及倉庫共三間房舍借給軍方使用。[3][4]
- 2006年（民國97年），6月13日金門縣政府依據文化資產保存法、古蹟指定及廢止審查辦法等，公告為縣定古蹟。
- 2007年，高金振逝世，女兒高丹華繼承父親遺志成立文史工作室、收集烏坵燈塔史料，企圖使燈塔復燈。
- 2017年（民國106年），7月23日睽違66年復燈。
- 2018年2月12日，文化部公告指定為國定古蹟。[5]

## 燈塔結構與行政諸元

### 燈塔結構諸元
- 塔高：（原）19.5公尺，目前塔高僅為17.3公尺。
- 塔身塗色・構造：圓型石塔、外觀黑色，頂層外有環繞陽台。
- 燈高：（原）87.2公尺。
- 燈器：（原）5等電燈。
- 燈質（頻率）：（原）每5秒一閃白光。明0.5秒，暗4.5秒。
- 光力（原）：白光：2,600支燭光。
- 公稱光程（原）：白光11.3浬。[6]

### 燈塔行政諸元
- 管轄機關：
  - （原）中華民國財政部關稅總局
（現）中華民國交通部航港局
- 人員編制：未知。
- 開放參觀與否：否。

### 一般參考
- 李素芳 編著，《台灣的燈塔》，遠足文化事業，臺北縣，2002年12月，pp. 88–91。ISBN 957-28031-2-3
- 財政部關稅總局編撰，《中華民國海關簡史》，台北市，1998年7月。ISBN 9570048611

## 外部連結
- 烏坵嶼燈塔 （页面存档备份，存于）
- 交通部航港局-烏坵嶼燈塔 （页面存档备份，存于）
- 烏坵燈塔—文化部文化資產局 （页面存档备份，存于）